# South African Police Service

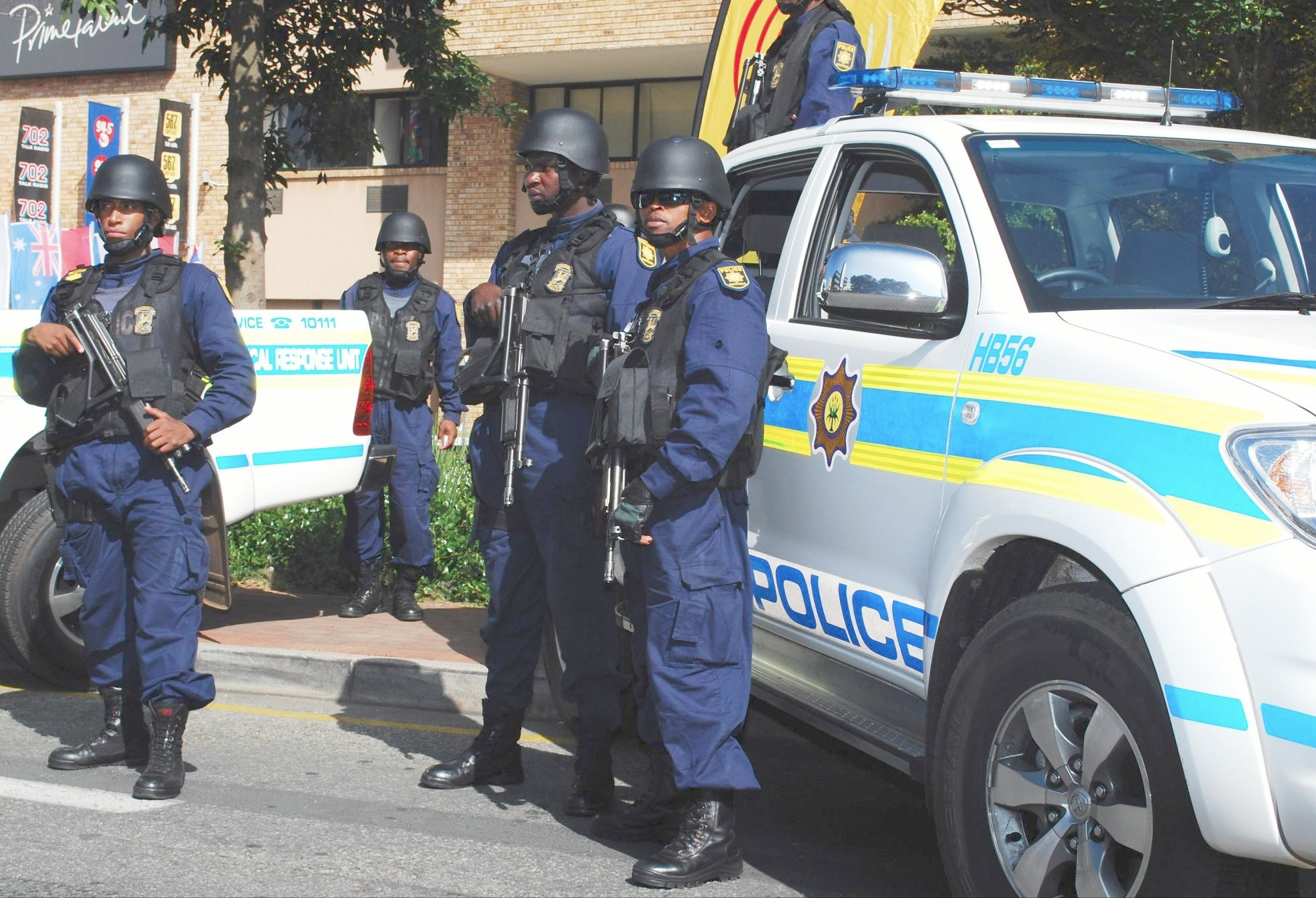
Polizisten des SAPS (2010)

Der South African Police Service (SAPS, deutsch etwa „Südafrikanischer Polizeidienst“) ist seit 1995 die Polizei in Südafrika.

## Geschichte
Vor 1994 war die South African Police (SAP) von der Regierung in das System der Apartheidpolitik eingebunden und mit Aufgaben verknüpft, die militärischen oder geheimdienstlichen Zielsetzungen entsprachen. Mit dem Ende dieser Ära und den ersten freien Wahlen in Südafrika 1994 wurde die SAP aufgelöst und die Polizei als South African Police Service neugegründet. Im Verlauf dieser Veränderungen wurden die Polizeiorganisationen der zehn Homelands integriert. Die Dienstgrade, die vorher gemäß militärischen Dienstgraden bezeichnet wurden, etwa General und Colonel, wurden auf zivile Bezeichnungen wie Commissioner (etwa: „Kommissar“) und Senior Superintendent (etwa: „Obersuperintendent“) geändert. Fortan wurde der SAPS vom National Commissioner geleitet, dem die Provincial Commissioner der neun Provinzen Südafrikas unterstanden. 
2000 wurde Jackie Selebi National Commissioner. Von 2004 bis 2008 leitete er zusätzlich Interpol. Er trat von diesem Posten zurück, nachdem er der Korruption und weiterer Verbrechen beschuldigt worden war. 2010 wurde er zu 15 Jahren Haft verurteilt. 2010 waren 41.000 Polizisten zur Sicherung der Fußballweltmeisterschaft im Dienst; die WM verlief weitgehend friedlich. 2010 wurden die Dienstränge der Polizisten – wie schon vor 1994 – wie die militärischen Ränge benannt. Seither führt der National Commissioner erneut den Titel General, die Provincial Commissioner werden mit Lieutenant General bezeichnet. Aus dem Inspector wurde der Warrant Officer. Selebis Nachfolger Bheki Cele wurde 2011 ebenfalls wegen Korruption des Amtes enthoben. 2011 wurden 630 Polizisten inhaftiert, vor allem in der Provinz Gauteng. Die Anklagen lauteten auf Korruption und Betrug, teilweise auch Vergewaltigung und Mord. 
Ab dem 12. Juni 2012 leitete mit Riah Phiyega erstmals eine Frau die südafrikanische Polizei. Im Oktober 2015 wurde sie suspendiert und durch Johannes Khomotso Phahlane ersetzt. 2017 wurde Khehla John Sitole National Commissioner.

## Aufbau

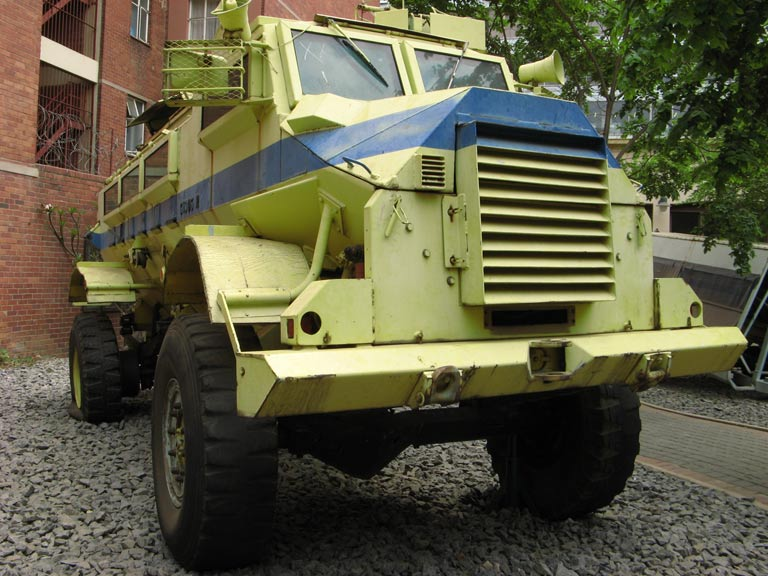
Der Casspir, ein gepanzertes Polizeifahrzeug des SAPS

Im Oktober 2012 gab es in Südafrika 1146 Polizeistationen. 156.745 Polizisten waren nach dem South African Police Service Act angestellt, weitere 41.439 nach dem Public Service Act. Damit kam ein Polizist auf 305 Einwohner. Rund 70 Prozent der Polizisten sind männlich. Zahlreiche Polizisten arbeiten als Teilzeitkräfte im South African Reserve Police Service (etwa: „Südafrikanischer Reservisten-Polizeidienst“). 
Das Hauptquartier der SAPS befindet sich in der Hauptstadt Pretoria. Dort residieren auch die Sektionen der drei Deputy National Commissioners („Stellvertretende Nationalkommissare“) und ihre Abteilungen (Divisions), geleitet durch Divisional Commissioners:
- Policing mit den Divisions: Visible Policing, Operational Response Service, Detective Service, Inspectorate, Forensic Service, Protection & Security Service
- Resource Management mit den Divisions: Supply Chain Management, Financial Management, Information Technology Services, Facilities Management & Operational Infrastructure
- Corporate Service Management mit den Divisions: Human Resource Management, Human Resource Development, Auxiliary and Security Management, Legal & Policy Service[7]

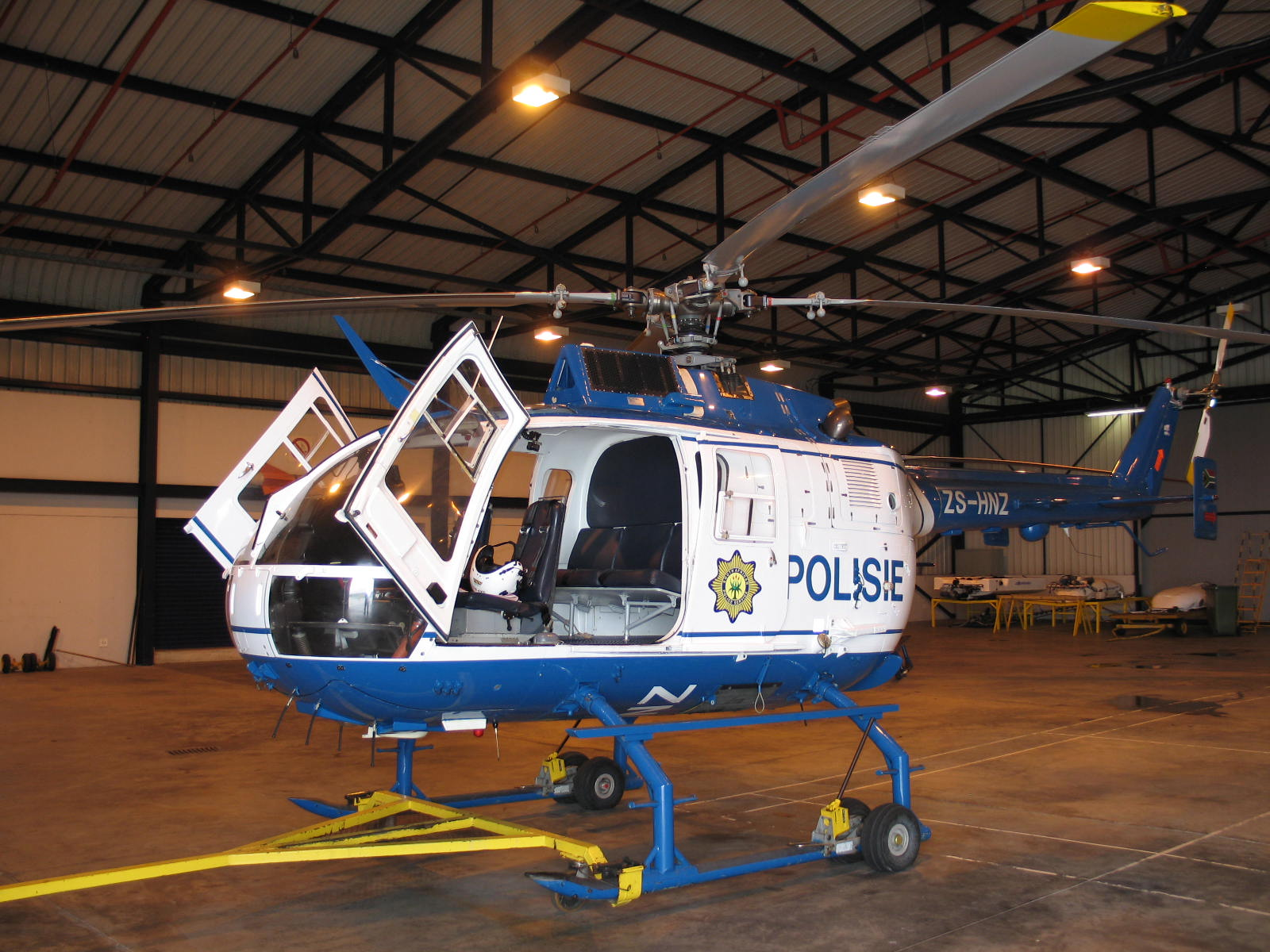
Südafrikanischer Polizeihubschrauber des Typs Bo 105

Der Air Wing der SAPS verfügt über 36 Hubschrauber und 15 weitere Flugzeuge. Die SAPS Special Task Force (etwa: „SAPS-Eingreiftruppe“) ist eine Sondereinheit, die 1976 als Special Task Force der SAP gegründet wurde. Ihre Mitglieder sind militärisch geschult und waren vor 1994 für zahlreiche Verbrechen des Apartheidsstaates verantwortlich. Seit 2004 sind dort auch Frauen zugelassen. 
Das Directorate for Priority Crime Investigation (DCPI), auch Hawks („Habichte“) genannt, gilt als Eliteeinheit der Polizei. Es ist für die Aufklärung von organisierter Kriminalität und Wirtschaftskriminalität sowie Korruption zuständig.
Für Beschwerden gegen ungesetzliche Polizeiaktionen ist das Independent Oversight Directorate (ICD; etwa: „Unabhängiges Aufsichtsdirektorium“) zuständig. Von April 2008 bis März 2009 gab es nach Angaben des ICD 828 Fälle von Polizeigewalt, darunter Folterungen.
Die Personalvertretung der meisten Polizisten ist die Police and Prisons Civil Rights Union (POPCRU; etwa: „Bürgerrechtsunion der Polizisten und Strafvollzugsmitarbeiter“).
Für die Polizei ist der Minister for Safety and Security zuständig. Zum Ministerium gehört mit dem Deputy Minister for Police ein stellvertretender Minister, der eigens für die SAPS zuständig ist. 

### National Commissioner bzw. Generäle des SAPS
- George Fivaz: 1995–1999
- Jacob Selebi: 2000–2009 (2008 suspendiert)
- Bheki Cele: 2009–2012 (2011 suspendiert)
- Riah Phiyega: 2012–2017 (2015 suspendiert)
- Khomotso Phahlane (2015–2017, kommissarisch)
- Lesetja Mothiba (2017, kommissarisch)
- Khehla John Sitole (seit 2017)

## Internationale Einsätze
Der SAPS nahm bzw. nimmt an verschiedenen internationalen Einsätzen zur Friedenssicherung teil. So stellte er den Commissioner of the AMIS Civilian Policing Component, Anand Pillay. Daneben stellte Südafrika etwa 100 Polizisten für AMIS. Wiederum mit Pillay stellt die SAPS seit 2014 den Police Commissioner für die AMISOM.

## Hintergrund
Südafrika hat nach wie vor eine hohe Kriminalitätsrate. Viele der verübten Verbrechen sind Kapitalverbrechen wie Mord, Raub und Vergewaltigung. Am Ende der Apartheid wurden die höchsten Raten erreicht. Die Zahl der Ermordeten pro 100.000 Einwohner lag 1994 bei ca. 80 Menschen, 2017 waren es noch 36. In westeuropäischen Ländern liegt dieser Wert bei ca. eins. Das Verhältnis des Kriminalitätsrückgangs seit Anfang der 1990er Jahre in Südafrika entspricht dem in Europa, jedoch auf sehr viel höherem Level.
Zahlreiche Schusswaffen befinden sich in privater Hand. Die Zahl der privaten Mitarbeiter von Sicherheitsfirmen ist mit rund 300.000 etwa doppelt so hoch wie die Zahl der Polizeikräfte. Die Zahl der im Dienst getöteten Polizisten ist hoch; vom 1. April 2009 bis zum 31. März 2010 betrug sie 107. Im Berichtsjahr 2017 / 2018 waren es noch 28.

## Kritik
Amnesty International (AI) äußerte Kritik am brutalen Vorgehen südafrikanischer Polizisten, einschließlich Folterungen und Todesschüssen, etwa bei Demonstrationen. Auch in Polizeihaft kam es zu zahlreichen Todesfällen. Foltermethoden wie scheinbares Ersticken und Elektroschocks wurden bezeugt. Erwähnt wurde auch die diskriminierende Behandlung von Flüchtlingen aus Simbabwe. Häufig werden laut Angabe von AI Frauen, die eine Vergewaltigung oder andere sexuelle Straftaten anzeigen wollen, von der Polizei abgewiesen.
Zwei nacheinander amtierende Polizeichefs wurden der Korruption überführt. Es wurde kritisiert, dass die drei aufeinander folgenden National Commissioner Selebi, Cele und Phiyega nicht aus dem Polizeidienst stammten.
Am 16. August 2012 schossen Polizisten im Zuge eines Bergarbeiterstreiks bei Marikana mit automatischen Waffen auf Streikende. Dabei wurden 34 Bergleute getötet. Es war das blutigste Eingreifen der südafrikanischen Polizei seit dem Sharpeville-Massaker 1960, als Polizisten der South African Police auf Demonstranten geschossen hatten. Die Todesschüsse in Marikana wurden in vielen Medien als „Massaker“ bezeichnet. Im Oktober 2015 wurde Police Commissioner Phiyega im Zusammenhang mit den Vorfällen wegen schwerer Fehler auf Seiten der Polizeiführung von Präsident Zuma suspendiert.